# Aristide Razu
Aristide Razu sau „Aristarh Razu” (n. 7 martie 1869, Cahul - d. 1950, București) a fost unul dintre generalii Armatei României din Primul Război Mondial. Tatăl său, Aristide Razu, a fost medic și ulterior om politic, fiind ales în mai multe rânduri ca primar al orașului Târgu Ocna.
Tatăl să provenea dintr-o ramură a familiei boierești Razu, din Moldova.
Se căsătorește pe 15 iunie 1902, cu Margareta Laura Zoe Mandrea, fiica lui Nicolae și Zoe Mandrea. Nicolae Mandrea (n.1842 - d. 1910), a fost Președintele Secțiunii a II-a Înalta Curte de Casație și Justiție,  și membru al societății „Junimea” din Iași, totodată și politician junimist. 
Familia soției se înrudea cu Nicolae Bălcescu și pictorul Theodor Aman. 
A îndeplinit funcția de comandant al Diviziei 22 Infanterie în campania anului 1916 și de comandant al Diviziei 5 Infanterie în campania anului 1917.

## Cariera militară
După absolvirea școlii militare de ofițeri cu gradul de sublocotenent, Aristide Razu a ocupat diferite poziții în cadrul unităților de geniu sau a Serviciului geniului din Corpul 2 Armată. În 1893 se mută la cerere la Regimentul 1 Geniu 
Între 1893-1896 este trimis la studii în străinătate, urmând cursurile Universității Tehnice din Liege, Belgia. La revenirea în țară urmează cursurile Școala Superioară de Război, ia după absolvirea acesteia a fost profesor ajutor de fortificații la Școala Specială de Artilerie și Geniu, până în anul 1903 când se mută în cadrul Corpului 2 Armată.:p. 432
Între 1910-1913 a ocupat postul de atașat militar în Turcia, la Istanbul.:p. 12 În 1914 este numit comandant al Regimentului 8 Infanterie din Buzău.:p. 121
În perioada Primului Război Mondial, a îndeplinit funcțiile de: comandant al Diviziei 22 Infanterie în campania anului 1916, comandant al Diviziei 5 Infanterie în campania anului 1917 și comandant al Corpului 1 Armată în anul 1918.
Pentru „”bravura și vigoarea cu care a condus pe câmpul de luptă” Divizia 5 Infanterie în Bătălia de la Mărășești, a fost decorat cu Ordinul „Coroana României”, cu spade, în grad de Comandor, la 23 mai 1918. A mai fost decorat cu Ordinul „Steaua României”, cu spade, în gradul de Comandor (la 28 iulie 1918.
În anul 1925 a fost numit Inspector general al geniului, poziție din care a fost trecut în rezervă în anul 1928.

## Lucrări
- Conferințe de fortificațiune pasageră ținute de Căpitanul A. Razu gradelor inferioare de infanterie care au urmat școala practică de lucrări de campanie, la Regimentul 1 Geniu, în anii 1900 și 1901, ed. II. revăzută, Tipografia Regimentului 1 Geniu Bucuresci, 1901
- Conferințe de semnalisare ținute de Căpitanul A. Razu oficerilor și gradelor inferioare cari au urmat școala practică de lucrări de campanie în tabăra de la Schitul-Golești, în vara anului 1900, sub direcțiunea superioară a Colonelului Ioan Culcer, Comandantul Regimentului 1 Geniu, ed. II revăzută, Tipografia Regimentului 1 Geniu Bucuresci, 1901
- Cursul de fortificațiune. Vol. I. Părțile III-IV. Organizarea forturilor și constituirea și organizarea cetăților permanente, întocmit și predat de căpitanul de geniu Aristide Razu, profesor ajutor sub direcțiunea Maiorului Sc. Panaitescu, profesor. Autografia Școalelor militare de Artilerie și Geniu, București, 1903
- Manual de telegrafie și telefonie  pentru campaniile de telegrafie. Cu un atlas cuprinzând 20 foi, lucrat de Căpitanul A. Razu din Geniu. Institutul de Arte Grafice, Carol Göbl,  Bucuresci, 1899
- Anexa la Manualul de telegrafie și telefonie, lucrat de Căpitanul A. Razu din Geniu Institutul de Arte Grafice, Carol Göbl,  Bucuresci, 1903[15]

## Decorații
- Ordinul „Steaua României”, în grad de cavaler (1912)
- Ordinul „Steaua României”, cu spade, în grad de Comandor
- Ordinul „Coroana României”, în grad de cavaler (1900)
- Ordinul „Coroana României”, cu spade, în grad de Comandor,cu panglică de Virtutea Militară
- Semnul onorific de aur pentru serviciu militar de 25 de ani (1913)[2]:p. 432
- Ordinul Bath, în grad de Companion - CB, (Marea Britanie)

## Galerie foto

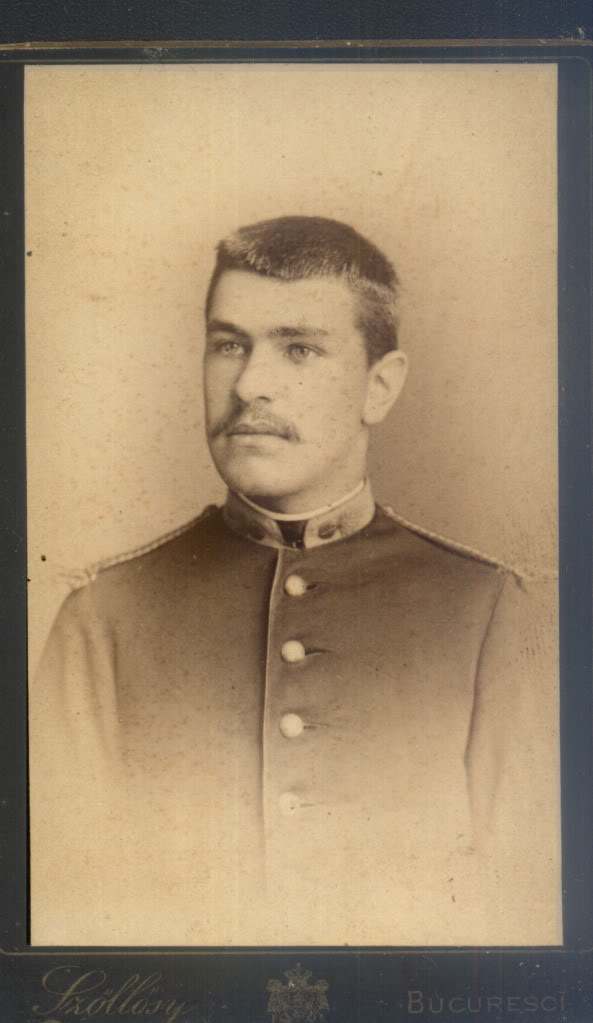
Căpitanul Aristide Razu
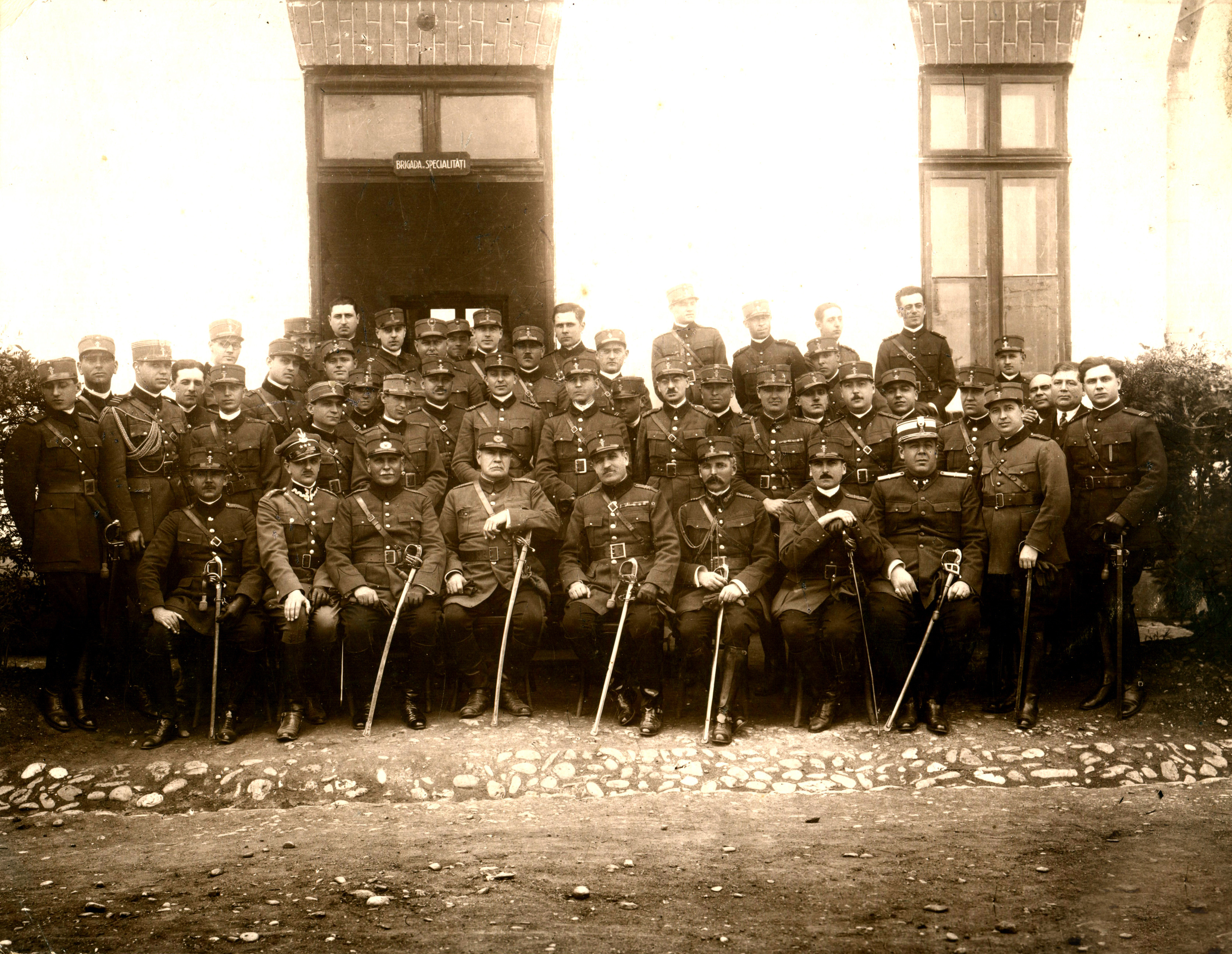
Aristide Razu, Inspector general al Geniului, împreună cu ofiţerii Regimentului de Transmisiuni, în 1928
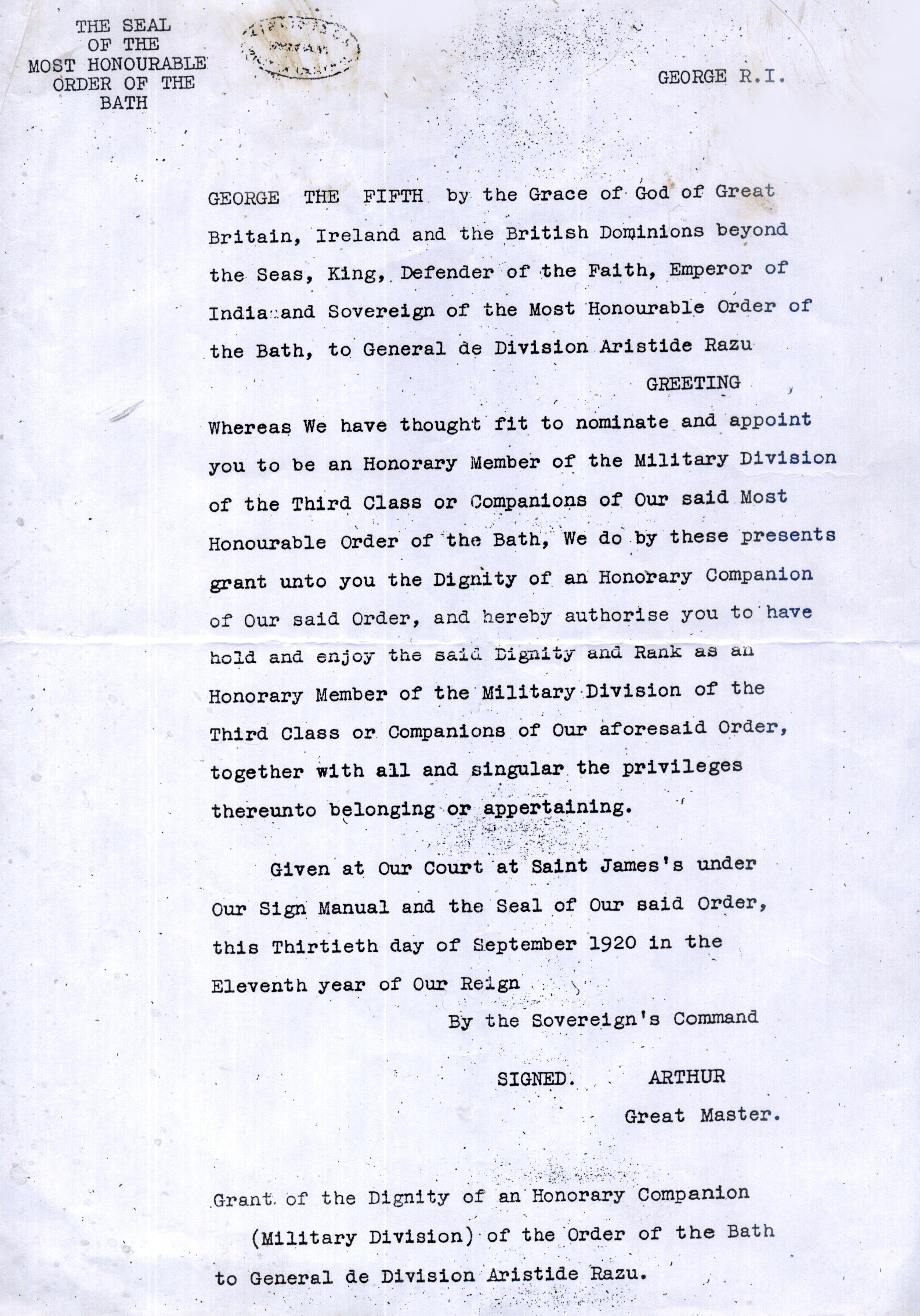
Decret de acordare a „Ordinului Bath”

| Portal icon | Portal România în Primul Război Mondial |

| Portal icon | Portal Primul Război Mondial |

| Portal icon | Portal Istorie |

## Legături externe
- Materiale media legate de Aristide Razu la Wikimedia Commons